# Tri Tchechmi
Tri Tchechmi é uma vila localizada no município de Štip, na República da Macedônia do Norte.